# Mikhaïl Toumachev
Mikhaïl Vassilievitch Toumachev (en russe : Михаил Васильевич Тумашев ; 1903 – 1973 est un général-major soviétique, participant de la Grande Guerre patriotique.

## Biographie
Mikhail Toumachev est né le 8 novembre 1903 dans le village de Verkh-Klioutchi (aujourd'hui dans l'oblast de Kourgan).
Après la guerre civile en Russie, devenu cadet à l'école militaire de sports de Sverdlovsk, il a été ensuite transféré à Peterhof et a suivi les cours des commandants rouges. Après les études, M. Toumachev est devenu commandant de peloton, puis de la compagnie du 5e régiment de l'Amour.

## Carrière de guerre
M. Toumachev a participé au conflit au Chemin de fer de l’Est chinois comme commandant de l'un escadron au 4e régiment de Volotchaevsk. Après les combats, il a été promu au poste de commandant d'un bataillon distinct d'infanterie de montagne.
En 1939 - 1940, étant le commandant du 725e régiment d’infanterie (113e division (ru)), il participa aux batailles de la guerre contre la Finlande dans la région de Vyborg, à la prise d'assaut des îles de Turkin-Sari, Pieni-Neula-Sari.
Pour avoir réussi à percer la défense de l'ennemi et pour avoir habilement agi dans la conquête des îles, Mikhail Toumachev a été promu de grade de colonel et de l'ordre du Drapeau Rouge.

## Grande guerre patriotique
Le colonel M. Toumachev a été un participant de la guerre contre l'Allemagne nazie dès le 22 juin. Il fut commandant du 725e régiment d'infanterie pendant la bataille à la proximité de la frontière polonaise.
Pendant la bataille de Moscou, il fut commandant de la 64e division de fusiliers, devenue plus tard 7e division de fusiliers de la Garde. M. Toumachev a été décoré une deuxième fois de l'ordre du Drapeau Rouge.
Au début de 1942, le colonel M. Toumachev a été grièvement blessé et a dû passer un long traitement aux hôpitaux, après quoi il fut nommé le commandant de l'École d'infanterie à Odessa (ru), qu'il a dirigée de 1942 à 1945. Étant à ce poste, il a été promu de grade de général-major et du troisième ordre du ordre du Drapeau Rouge.

## Après la guerre
Après la guerre, de 1945 à 1947, il a été le commissaire militaire de la république du Kazakhstan.